# Фођа
Фођа (итал. Foggia) је важан град у Италији. Фођа је значајан град у покрајини Апулија у јужном делу државе и главни град истоименог Округа Фођа.
Фођа је позната као средиште пољопривредно веома развијеног краја и има развијену прехрамбену индустрију.

## Порекло назива
Назив Фођа води порекло од латинске речи „фовеа“ (лат. fovea), што у преводу значи „дупља“ или „рупа“. Ово је везано за одувек богато равничарско пољопривредно подручје око града, где су постојале древне просторије под земљом у којима је чувано жито.

## Географија
Фођа се налази у јужној Италији. Од престонице Рима град је удаљен 380 км источно, а од Барија 135 км западно.

### Рељеф
Фођа се развила у приморској равници, недалеко од јужне обале Јадранског мора (25 км северно). Јужно од града издижу се планине Дауни из јужног дела ланца Апенина. Град се налази у сеизмички веома активној зони, па су земљотреси били саставни део историје града (1456., 1534., 1627. и 1731. ).

### Клима
Клима у Фођи је средоземна.
| Клима (Фођа)               | Клима (Фођа) | Клима (Фођа) | Клима (Фођа) | Клима (Фођа) | Клима (Фођа) | Клима (Фођа) | Клима (Фођа) | Клима (Фођа) | Клима (Фођа) | Клима (Фођа) | Клима (Фођа) | Клима (Фођа) | Клима (Фођа) |
| Показатељ \ Месец          | .Јан.        | .Феб.        | .Мар.        | .Апр.        | .Мај.        | .Јун.        | .Јул.        | .Авг.        | .Сеп.        | .Окт.        | .Нов.        | .Дец.        | .Год.        |
| -------------------------- | ------------ | ------------ | ------------ | ------------ | ------------ | ------------ | ------------ | ------------ | ------------ | ------------ | ------------ | ------------ | ------------ |
| Средњи максимум, °C (°F)   | 12 (54)      | 13 (55)      | 15 (59)      | 19 (66)      | 24 (75)      | 28 (82)      | 32 (90)      | 31 (88)      | 28 (82)      | 22 (72)      | 17 (63)      | 13 (55)      | 32 (90)      |
| Средњи минимум, °C (°F)    | 3 (37)       | 3 (37)       | 5 (41)       | 7 (45)       | 11 (52)      | 15 (59)      | 18 (64)      | 18 (64)      | 15 (59)      | 11 (52)      | 7 (45)       | 4 (39)       | 3 (37)       |
| Количина падавина, mm (in) | 42 (16,5)    | 41 (16,1)    | 43 (16,9)    | 36 (14,2)    | 37 (14,6)    | 36 (14,2)    | 26 (10,2)    | 27 (10,6)    | 46 (18,1)    | 53 (20,9)    | 53 (20,9)    | 57 (22,4)    | 497 (195,6)  |
| [ тражи се извор ]         |              |              |              |              |              |              |              |              |              |              |              |              |              |

### Воде
Кроз сам град Фођу не протиче ниједан значајан водоток, али се у близини налази ток реке Ћерваро.

## Историја
Подручје Фође било је насељено још у доба праисторије. У време антике у близини је основано грчко насеље Аргос Хипијум, које улазило у састав Велике Грчке. Касније се у доба стари Рим овде оснива насеље, које добио назив Фовеа, из ког се извео данашњи назив града.
У средњем веку град мења много господара. Прво град запоседају Готи, потом Лангобарди и на крају Византија. У 11. веку град запоседају Нормани и они владају више векова. 1447. године град је доспео у посед Арагона и Напуљске краљевине.
Напуљска краљевина је крајем 18. века дошла у руке Француза током Наполеонове ере. 1860. године Фођа је прикључена новоснованој држави Италији. Град је веома брзо постао важно железничко раскршће. Управо стога је град тешко страдао у бомбардовању 1943. године за време Другог светског рата. После рата град је доживео раст, али и хаотичан урбани развој као и други градови јужне Италије, када се веома много некадашњег сеоског становништва населило по ободу града.

## Становништво
Према резултатима пописа становништва 2011. у општини је живело 147.036 становника.
| 1931.  | 1936.  | 1951.  | 1961.   | 1971.   | 1981.   | 1991.   | 2001.   | 2011.   |
| ------ | ------ | ------ | ------- | ------- | ------- | ------- | ------- | ------- |
| 55.763 | 62.340 | 97.504 | 118.608 | 141.711 | 156.467 | 156.268 | 155.203 | 147.036 |

2008. године. Фођа је имао око 153.000 становника, 2,5 пута више у односу на почетак 20. века. Последњих година број странвоника у граду стагнира.
Становништво у граду је махом италијанско (98%). Остатак су релативно нови досељеници, махом из источне Европе.

## Привреда
Фођа је позната као средиште пољопривредно веома развијеног краја и има развијену прехрамбену индустрију.

## Партнерски градови
- Кемпер
- Гепинген
- Пезкасероли
- Л’Аквила
- Форли
- Питерборо
- Валбжих

## Галерија
- Улица са звоником катедрале у позадини
- Окружно здање
- Градски музеј
- Зграда „Три лука“